# Алмштет
Алмштет (њем. Almstedt) општина је у њемачкој савезној држави Доња Саксонија. Једно је од 40 општинских средишта округа Хилдесхајм. Према процјени из 2010. у општини је живјело 970 становника. Посједује регионалну шифру (AGS) 3254004.

## Географија
Алмштет се налази у савезној држави Доња Саксонија у округу Хилдесхајм. Општина се налази на надморској висини од 190 метара. Површина општине износи 9,9 km².

## Становништво
У самом мјесту је, према процјени из 2010. године, живјело 970 становника. Просјечна густина становништва износи 98 становника/km².

## Међународна сарадња
| Мјесто | Држава    | Врста сарадње | Од    |
| ------ | --------- | ------------- | ----- |
| Комблу | Француска | партнерство   | 1971. |
| Извор  |           |               |       |